# Central Coast Mariners FC
A Central Coast Mariners FC egy 2004-ben alapított ausztrál labdarúgócsapat, melynek székhelye Új-Dél-Wales államban, Central Coast városában található és az ország legmagasabb osztályában az A-League-ben szerepel. 2004-ben alapították meg és tagja volt annak a 8 klubnak, akik elsőnek szerepeltek az A-League-ben.

## Keret

### Jelenlegi keret
2019. január 31.

| #  |     | Poszt | Név                                             |
| -- | --- | ----- | ----------------------------------------------- |
| 1  | AUS | K     | Ben Kennedy                                     |
| 2  | AUS | V     | Jonathan Aspro                                  |
| 3  | AUS | V     | Jack Clisby                                     |
| 6  | NED | KP    | Tom Hiariej                                     |
| 7  | AUS | KP    | Andrew Hoole                                    |
| 8  | NZL | KP    | Michael McGlinchey                              |
| 10 | AUS | CS    | Tommy Oar                                       |
| 11 | AUS | CS    | Connor Pain                                     |
| 12 | AUS | K     | Adam Pearce                                     |
| 13 | AUS | KP    | Aiden O'Neill (kölcsönben a Burnley csapatától) |
| 15 | AUS | V     | Kye Rowles                                      |
| 17 | AUS | CS    | Peter Kekeris                                   |
| 19 | AUS | CS    | Matt Simon                                      |
| 21 | AUS | CS    | Corey Gameiro                                   |

| #  |     | Poszt | Név                                                       |
| -- | --- | ----- | --------------------------------------------------------- |
| 22 | AUS | KP    | Jacob Melling                                             |
| 23 | AUS | KP    | Mario Shabow                                              |
| 24 | AUS | K     | Joe Gauci                                                 |
| 25 | AUS | CS    | Jordan Murray                                             |
| 26 | AUS | KP    | Josh Nisbet                                               |
| 27 | AUS | KP    | Charles M'Mombwa                                          |
| 28 | ENG | V     | Sam Graham (kölcsönben a Sheffield United csapatától)     |
| 29 | IRL | KP    | Stephen Mallon (kölcsönben a Sheffield United csapatától) |
| 31 | AUS | CS    | Jordan Smylie                                             |
| 33 | AUS | V     | Lewis Miller                                              |
| 34 | AUS | V     | Michael Glassock                                          |
| 36 | AUS | CS    | Dylan Ruiz-Diaz                                           |
| 68 | TUR | KP    | Jem Karacan                                               |
| –  | AUS | V     | Alec Vinci                                                |

### Kölcsönben
| # |     | Poszt | Név                                      |
| - | --- | ----- | ---------------------------------------- |
|   | AUS | KP    | Daniel De Silva (a Sydney FC csapatától) |

## Sikerei
- A-League: 2

2007–08, 2011–12
- A-League rájátszás: 1

2013

## Csapatkapitányok
| Név             | Évek      |
| --------------- | --------- |
| Noel Spencer    | 2005–07   |
| Alex Wilkinson  | 2007–12   |
| John Hutchinson | 2012–15   |
| Nick Montgomery | 2015–2017 |
| Alan Baró       | 2017–2018 |
| Matt Simon      | 2018–     |

## Kapcsolódó klubok
A Sheffield United csapatának befektetéseként:
- Sheffield United[3]
- São Paulo FC[3]
- Ferencváros[3]

A klubnak játékosfejlesztési partnersége van:
- Everton[4]